# ハナ信用組合
ハナ信用組合（ハナしんようくみあい、英: Hana Credit Union, 朝: 하나신용조합）は、東京都渋谷区に本店を置く日本の信用組合。

## 概要
ハナ (朝: 하나) は朝鮮語で「ひとつ」という意味である。
経営破綻した朝銀東京信用組合・朝銀千葉信用組合・朝銀新潟信用組合・朝銀長野信用組合・朝銀関東信用組合の各朝銀信用組合の事業を譲り受けることを目的として、2002年3月20日に設立され、同年12月30日に開業した。事業再生に際し、約4,000億円の公的資金が投入された。

### 店舗
東京都・神奈川県・千葉県・埼玉県・茨城県・栃木県・群馬県・新潟県・長野県に計18店舗を構える。
各店舗の詳細については、公式ホームページを参照。

## 不祥事
神奈川県警は2025年3月4日、横浜支店の貸金庫から顧客の現金計6億円超を盗んだとして、同支店元次長の男を窃盗の疑いで逮捕した。県警は立件した額の他に、計約4億円の同様の被害があるとみて、詳しい経緯を調べる。
組合は2024年2月、元次長を懲戒解雇処分とし、事案を公表。同3月に貸金庫を廃止した。県警によると、2017年3月に支店が移転した際、新店舗で使用される予定の貸金庫の鍵を無断で持ち出し、鍵屋で複製。業務を通じて知った顧客情報から、多額の現金が預けられている複数の貸金庫を狙ったとみている。現金は主にギャンブルに使われたという。